# Viola nuda
Viola nuda är en violväxtart som beskrevs av Wilhelm Becker. Viola nuda ingår i släktet violer, och familjen violväxter. Inga underarter finns listade i Catalogue of Life.